# Roman Nowak (prezydent Będzina)
Roman Nowak (ur. 28 lutego 1909 w Będzinie, zm. ?) – polski działacz partyjny i państwowy, robotnik, wojskowy, w latach 1945–1946 prezydent Będzina.

## Życiorys
Od 1925 pracował kolejno przy rozbiórce Huty Cynkowej w Ksawerze, w firmie Polbut oraz w kopalni „Paryż” w Dąbrowie Górniczej. Krótko służył w 40 Pułku Piechoty Dzieci Lwowskich, w 1930 zwolniony ze służby wojskowej z powodu choroby powrócił do pracy w KWK „Paryż”. W 1933 aresztowany za działalność komunistyczną, spędził rok w więzieniu w Mysłowicach. Pomiędzy 1934 a 1939 pracował kolejno w Kablowni w Będzinie, firmie „Zuźka” w Dąbrowie Górniczej oraz przy regulacji Czarnej Przemszy.
Uczestniczył w kampanii wrześniowej w szeregach Wojska Polskiego. Od 1942 członek Polskiej Partii Robotniczej pod pseudonimami „Jakub” i „Roman”. Zajmował stanowisko sekretarza podokręgu PPR w Będzinie. Należał do Gwardii Ludowej i następnie Armii Ludowej. Po wyzwoleniu w 1945 został pierwszym powojennym prezydentem Będzina, zajmował stanowisko do 1946.